# Wildfluss

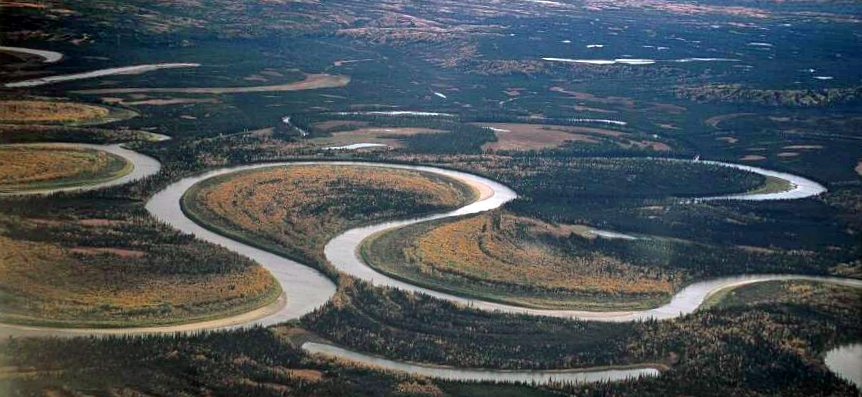
Unverbauter Nowitna River in Alaska

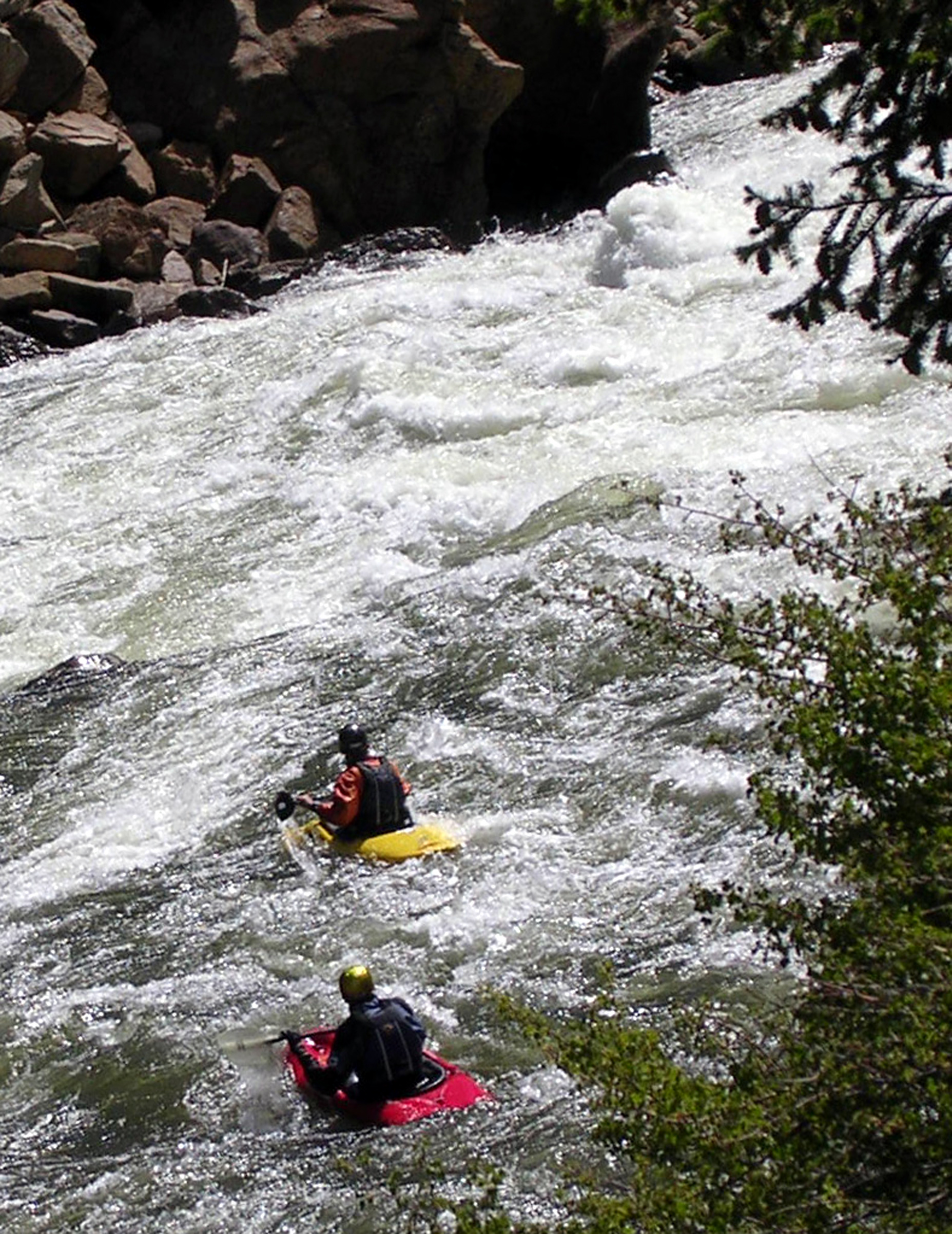
Wildwasser Arkansas River

Als Wildfluss bezeichnet man einen Fluss, der nicht durch künstliche Bauten reguliert und verändert wurde.
Wildflüsse fließen bei geringem Gefälle häufig mit vielen Mäandern durch die Landschaft. Abgelagerte Sedimente können Sand- und Schotterbänke bilden, die Flussinseln bilden, Flussarme vom Hauptfluss abtrennen und sogar den ganzen Flusslauf verlegen können. Typisch sind auch die begleitenden ufernahen Vegetationsbestände, Feuchtgebiete wie auch Uferwälder und -buschlandschaften. Bei starkem Gefälle oder in gebirgigeren Gebieten bilden sie hochdynamische, von Erosion geprägte Zonen, mit Stromschnellen bis hin zu Klammen, Canyons, Wasserfällen und anderen Talformen und -formationen.
Wasserbaulich sind Wildflüsse als Wildbach respektive als Überschwemmungsgebiet eine große Problematik für den Siedlungsraum, wo sie zu  Überflutung wie zu Abtragung und Aufschüttung der Uferzonen und anderen Grundverlagerungen und -veränderungen führen.
Wildflüsse haben aber eine besondere ökologische Bedeutung, insbesondere dort, wo die meisten Gewässer inzwischen  stark wasserbaulich verändert sind, etwa in Mitteleuropa, wo es nurmehr ganz vereinzelt Wildfluss-Abschnitte gibt. Daher versucht man im modernen Wasserbau, Ökologie und Hochwasserschutz über geeignete Renaturierung zu vereinen, insbesondere, weil moderne Konzepte gezeigt haben, dass Wildflüsse zwar lokal bedrohlicher, im gesamten Gewässersystem wegen ihrer Retention (Verzögerung des Abflusses) aber im Vergleich zu Begradigungen hochwassermindernd sind.
Sie sind auch im Tourismus von Bedeutung, Wildflüsse mit besonders starke Strömungen und/oder Stromschnellen sind gutes natürliches Wildwasser, ruhige Wildflüsse eignen sich für reizvollere Flusswanderungen. Daher sind nicht allzu abgelegene Wildflüsse meist Zentren des Adventure-Tourismus. Die Vjosa in Albanien und Griechenland ist einer der letzten großen wilden Ströme Europas außerhalb Russlands; Albanien hat den Flusslauf auf seinem Staatsgebiet 2023 zum ersten Wildfluss-Nationalpark der Welt, dem Nationalpark Vjosa, erklärt.